# Tachininae
Sous-famille
Les Tachininae sont une sous-famille de mouches de la famille des Tachinidae.

## Tribus et genres
Selon ITIS (23 mai 2025), elle comprend les tribus suivantes :
- Acemyini
- Bigonichetini (en)
- Brachymerini
- Ernestiini
- Euthelairini
- Germariini
- Graphogastrini
- Iceliini
- Leskiini
- Loewiini
- Macquartiini
- Megaprosopini
- Minthoini
- Myiophasiini
- Neaerini
- Nemoraeini
- Ormiini
- Pelatachinini
- Polideini
- Siphonini
- Strongygastrini
- Tachinini

Ainsi que les genres suivants :
- Eucoronimyia Townsend, 1908
- Cleonice Robineau-Desvoidy, 1863
- Evidomyia Reinhard, 1958
- Hypertrophocera Townsend, 1891
- Impeccantia Reinhard, 1961
- Anthomyiopsis Townsend, 1916

Cependant, le recencement des espèces de la famille des Tachinidae fait en 2020 dénombre 53 genres et 2746 espèces, classées en 24 tribus, plus 27 espèces non classées dans une tribu. Quatre des 22 tribus listées par ITIS (Acemyini, Euthelairini, Loewiini, Strongygastrini) ne sont pas présentes dans le recensement de 2020, qui de son côté liste 6 tribus absentes sur ITIS :
- Germariochaetini
- Glaurocarini
- Myiotrixini
- Palpostomatini
- Proscissionini
- Protohystriciini

La classification a été révisée par Stireman et al.. Ce travail indique que les Tachininae ne sont sans doute pas entièrement monophylétiques selon cette analyse phylogénétique. Certaines tribus comme les Macquartiini et les Myiophasiini pourraient appartenir à des lignées très anciennes distinctes. Les relations internes à cette sous-famille restent en grande partie mal résolues.

## Taxonomie
Le nom de la famille Tachinidae a été valablement proposé pour la première fois par Robineau-Desvoidy en 1830, mais sous la forme « Tachinariae ». Robineau-Desvoidy, 1830 a donc priorité malgré la correction de nom, et cela s'applique à Tachinidae (pour la famille) et à Tachininae (pour la sous-famille), conformément aux règles du CIZN sur la formation des noms de groupes (article 36.1).
Le nom valide complet (avec auteur) de ce taxon est donc Tachininae Robineau-Desvoidy, 1830.